# Topeka
Topeka er hovedstad i den amerikanske delstat Kansas og administrativt centrum i det amerikanske county Shawnee County. I 2000 havde byen 122.377 indbyggere.
Det er forbudt at kaste med snebolde i Topeka.